# نیروگاه ذخیره تلمبه‌ای تیانهوانگپینگ
نیروگاه ذخیره تلمبه‌ای تیانهوانگپینگ (به لاتین: Tianhuangping Pumped Storage Power Station) یک نیروگاه ذخیره تلمبه‌ای در چین است که در شهرستان آنجی واقع شده‌است.